# 扎奧焦爾諾耶 (克里米亞)

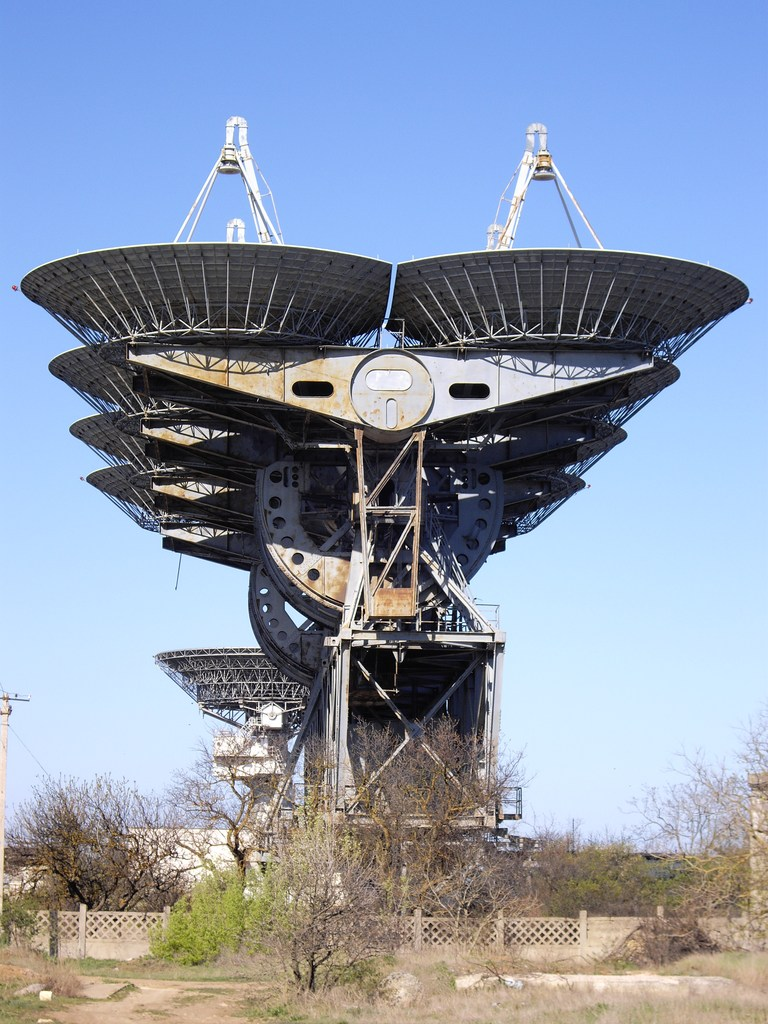

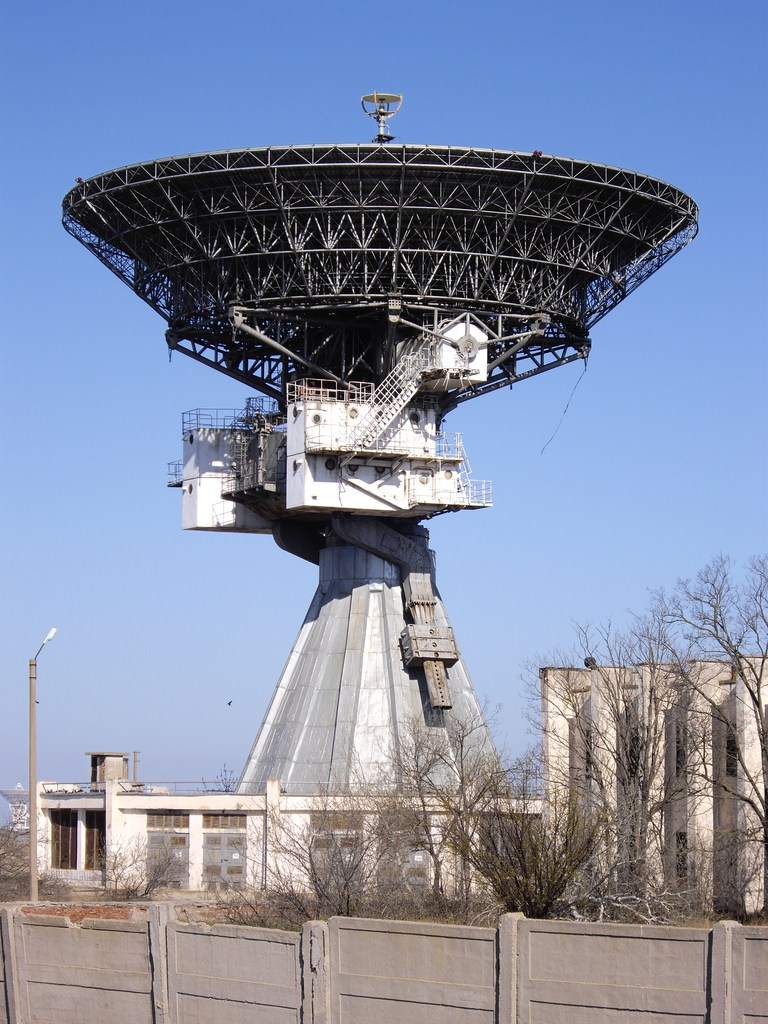

扎奧澤爾內（烏克蘭語：Заозерне），又按俄語名譯為扎奧焦爾諾耶（俄语：Заозёрное），是法理上乌克兰克里米亚自治共和国叶夫帕托里亚区的市级镇，但事实上是俄罗斯克里米亞共和國叶夫帕托里亚市议会下辖的市级镇。位於克里米亞半島西部，處於卡拉米塔灣西北岸，距離葉夫帕托里亞10公里，面積8.57平方公里，海拔高度5米，2012年人口7,700，人口密度每平方公里576.5人。